# Identitair Verzet

Embleem van Identitair Verzet.

Identitair Verzet is een extreemrechtse, volksnationalistische actiegroep werkzaam in Nederland. De groep werd door Paul Peters in oktober 2012 opgericht als een afsplitsing van Voorpost. Paul Peters is ook oprichter van de Pro Patriabeweging. Identitair Verzet is evenals Voorpost een voorstander van Groot-Nederland.
Identitair Verzet gebruikt een hoofdletter omega die soms omcirkeld is en de omcirkelde hoofdletter lambda die naar Sparta verwijst als beeldmerk.
In de PowNed-televisieserie Eigen Volk Eerst uit 2023 werd het echtpaar Jan en Femke gevolgd, die in de leiding van Identitair Verzet zaten. Op het einde werd gezegd dat P. en G., de andere leiders, ermee wilden stoppen om zich op hun gezin te richten en werden ze voor de keuze gesteld om alleen door te gaan, de leiding over te dragen aan een ander of om Identitair Verzet op te heffen. De serie eindigde voordat hier uitsluitsel over werd gegeven.

## Acties
Acties van Identitair Verzet manifesteren zich vaak als het tonen van spandoeken, soms wanneer de actievoerders op daken van gebouwen staan. Soms worden de spandoeken op gebouwen aangebracht. Bijvoorbeeld in februari 2016, toen de actiegroep op de voormalige Prins Willem Alexanderkazerne in Gouda klom en hier spandoeken met teksten als "Sluit de grenzen" ophing, of toen ze op het dak van een islamitische basisschool klommen in 2017.
In juni 2013 plaatsten actievoerders van Identitair Verzet een slot op de hekken van de Ibn Ghaldoun school nadat de school in opspraak was gekomen in verband met gestolen eindexamens. De actiegroep was van mening dat leerlingen de examens niet mochten overdoen.
De actiegroep kwam later in 2013 opnieuw in opspraak door een actie bij een standbeeld van Nelson Mandela. Actievoerders plaatsten een bord met de tekst "Communist terrorist idverzet.org" om de nek van het beeld en plaatsen een autoband naast het standbeeld als een verwijzing naar necklacing. Identitair Verzet hing een spandoek op de Nelson Mandelabrug te Zoetermeer en noemen de brug de "Moordenaarsbrug".
In 2016 plaatste Identitair Verzet tijdens dodenherdenking een krans met een lint waar de tekst "Nooit meer, broederoorlog" op stond.
Onder andere in 2018 protesteerde de groep aan de bibliotheek Mariënburg in Nijmegen tegen het voorlezen aan kinderen door dragqueens.